# 康家語
康家語（こうかご、拼音：Kāngjiāyǔ）は、青海省黄南蔵族自治州尖扎県の回族である康家人が使用するモンゴル諸語に属する言語。

## 概要
話者人口は約400人で年々減少しており危機に瀕する言語とされるが、発音、文法、語彙のシステムは、同じ東モンゴル語群であるバオアン語のように周辺言語からの影響による変遷がない。最後の31種類の子音と11種類の母音があり、母音調和をする。また、膠着語で豊富な形態変化があり、語の最後の音節が変化する。モンゴル諸語であるためモンゴル語と同語根とされる語彙があるが、康家語固有の語彙も存在する。また、借用語はチベット語、突厥語、ペルシャ語、アラビア語、トルコ語などから借用する。